# Ослен-Криводол
Ослен-Криводол (болг. Ослен криводол) — село в Болгарии. Находится в Врачанской области, входит в общину Мездра. Население составляет 104 человека.

## Политическая ситуация
Ослен-Криводол подчиняется непосредственно общине и не имеет своего кмета.
Кмет (мэр) общины Мездра — Иван Аспарухов Цанов (независимый) по результатам выборов в правление общины.